# 옥수수뱀속
옥수수뱀속(Pantherophis 판테로피스[*])은 북아메리카와 중부아메리카에 서식하는 무독성 뱀들의 속이다. 뱀과 뱀아과에 속한다. 독은 없는 반면 모두 크게 자라 설치류를 졸라 죽이기에 사람에게 이롭다. 모식종은 옥수수뱀이다.
옥수수뱀속은 1843년 모식종 옥수수뱀과 함께 기재된 오래된 속이다. 하지만 옥수수뱀 외에 현재 옥수수뱀속으로 분류되는 대형 뱀들은 원래 구대륙구렁이들(한국구렁이, 일본구렁이 등)과 함께 뱀속에 속해 있었다. 2002년에야 이 신대륙구렁이들이 구대륙구렁이들과 분류학적으로 상이하다는 학설이 제기되었고, 2009년 계통학 연구로 확증되면서 현재와 같이 재분류되었다.